# Hoplia brevipes
Hoplia brevipes är en skalbaggsart som beskrevs av Medvedev 1952. Hoplia brevipes ingår i släktet Hoplia och familjen Melolonthidae. Inga underarter finns listade i Catalogue of Life.